# Hugo Güldner
Carl Julius Gustav Hugo Güldner (Herdecke, 18 de julho de 1866 – Frankfurt am Main, 12 de março de 1926) foi um engenheiro, inventor e construtor de motores alemão. É conhecido principalmente por seu pioneirismo na construção de motores diesel e a fábrica de tratores agrícolas Güldner.

## Vida
Filho do operário de fábrica e guarda trilhos Gustav Güldner e sua mulher Ida, neé Erdmann, na cidade de Herdecke na Vestfália, foi batizado em 23 de setembro de 1866. Seu pai morreu em 1869 em um acidente ferroviário.
Hugo frequentou a Königliche Gewerbeschule na cidade vizinha de Hagen, que se fundiu na atual Fachhochschule Südwestfalen. Como engenheiro, lidou principalmente com motores de combustão interna e seu desenvolvimento posterior. Posteriormente, Güldner se mudou para Magdeburgo, onde fundou sua própria fábrica, construiu vários motores de combustão e registrou um total de doze modelos de utilidade e patentes; a mais conhecida foi intitulada "Zweitakt-Gasluft-Motor mit Verbrennung des Zündgemisches in besonderem Raume und Einführung der heißen Gase in den luftgefüllten Arbeits-Zylinder".
Depois de várias produções economicamente mal sucedidas, mudou-se em 1899 por quase três anos como engenheiro-chefe e designer-chefe de Rudolf Diesel na Maschinenbaufabrik Augsburg, da qual surgiu a atual MAN SE. Lá projetou, entre outros, um motor de quatro tempos.
Em 1903 Güldner publicou seu extenso manual prático sobre construção de motores. No ano seguinte Güldner foi para Munique e fundou, em fevereiro de 1904, juntamente com Carl von Linde e Georg Krauß a Güldner Motoren-Gesellschaft mbH. A produção foi transferida em 1907 para Aschafemburgo em instalações recém-construídas, não menos importante para usar como principal meio de transporte econômico o rio Meno.
Inicialmente foram produzidos motores diesel de dois cilindros até 300 hp, motores a óleo de pressão constante, usinas de energia a gás e às vezes até motocicletas eram produzidas. Um dos principais clientes dos motores já naquela época foi a Gesellschaft für Linde's Eismaschinen (atual Linde AG), que necessitavam de unidades de energia para seus resfriadores e adquiriram em 1908 suas primeiras ações na Güldner Motoren GmbH. A partir de 1912 foram também vendidos motores de três e quatro cilindros até 600 cv.
Na Primeira Guerra Mundial a produção civil foi paralisada e foram produzidos automóveis, rotores para aviões e ferro fundido para canhões.
Depois da guerra a Güldner adquiriu a Moorkultur Kraftpflug GmbH em Berlim e produziu cada vez mais ferramentas para o cultivo de charnecas, bem como motores para embarcações de navegação interior e pequenos motores a diesel. Depois de dificuldades econômicas, a Linde aumentou sua participação no empreendimento em 1925.